# Lothian
Lothian (en gaélico escocés: Lodainn) era una de las nueve antiguas regiones en que estaba dividida administrativamente Escocia desde que fue creada en 1975 por la Ley de Gobierno Local de Escocia de 1973 hasta su disolución en 1996 por la Ley de Gobierno Local de Escocia de 1994. La región estaba a su vez dividida en cuatro distritos, East Lothian, Edimburgo, Midlothian y West Lothian. Abarcaba una superficie de aproximadamente 1.700 km² y tenía una población aproximada de 750 000 habitantes. Su capital era la ciudad de Edimburgo. 
En 1996, al abolirse el sistema de administración local en dos niveles y establecerse una única administración unitaria, cada uno de los distritos que formaba la región de Lothian, con algunos cambios menores de fronteras, se convirtieron en Consejos unitarios.

## Historia
El término Lothian deriva de la palabra britónica "Lleuddiniawn" desde los tiempos del reino de Gododdin. Se usó para una provincia que comprendía, además de los distritos que formaban la región homónima, la región de Scottish Borders, y está relacionada con el rey legendario Lot o Loth, padre de Gawain en las leyendas artúricas.
Pasó después a formar parte del reino de Bernicia. En el siglo VII cayó bajo el control del reino de Northumbria de los anglos, pero el dominio anglo quedó muy debilitado después de la Batalla de Nechtansmere contra los pictos. Después de los asentamientos daneses en lo que hoy es Yorkshire, Northumbria fue dividida efectivamente en dos y en 1018 el rey Malcolm II de Escocia conquistó definitivamente la región. Guillermo el Conquistador invadió Lothian hasta el río Forth, pero no la ocupó. En el río Tweed quedó fijada la frontera entre Escocia e Inglaterra.